# Rudoka
Rudoka (albanska: Maja e Njeriut, serbiska: Велика Рудока) är en bergstopp på gränsen mellan Kosovo och Nordmakedonien och Kosovos högsta berg.  Omkring år 2011, när gränsen mellan Nordmakedonien och Kosovo skulle fastställas, upptäckte man att den gick över det tre meter högre berget Rudoka, som därmed ersatte Gjeravica som Kosovos högsta punkt.